# 伊勒欧穆瓦讷
伊勒欧穆瓦讷（法語：Île-aux-Moines，法語發音：[il o mwan]）是法国莫尔比昂省的一个市镇，领土涵盖同名海岛，属于瓦讷区。

## 地理
伊勒欧穆瓦讷（47°35'48"N, 2°50'41"W）面积3.2 平方千米，位于法国布列塔尼大區莫尔比昂省，该省份为法国西北部沿海省份，位于布列塔尼半岛南部，北起阿摩尔滨海省、西接菲尼斯泰尔省，南濒大西洋，东南接大西洋卢瓦尔省，东临伊勒-维莱讷省。
由于伊勒欧穆瓦讷领土为海洋中的一岛屿（外加几座小岛），故不与任何市镇接壤。
伊勒欧穆瓦讷的时区为UTC+01:00、UTC+02:00（夏令时）。

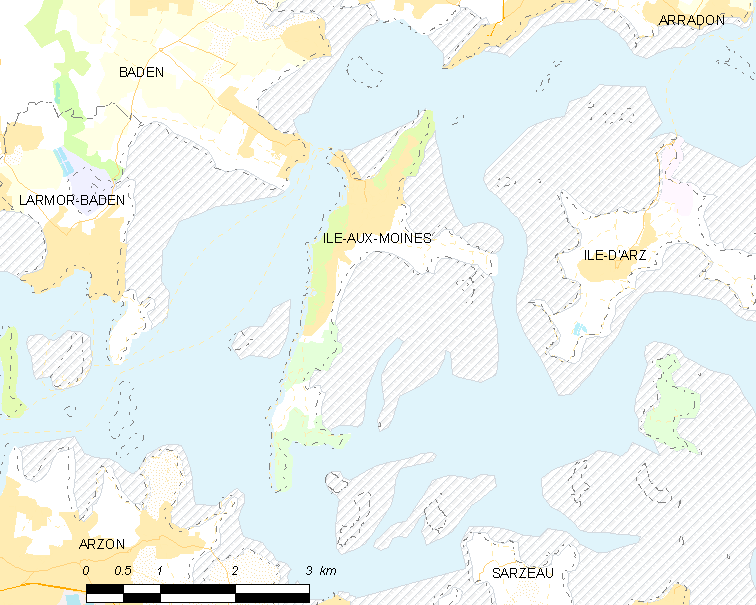
伊勒欧穆瓦讷的OSM定位图

## 行政
伊勒欧穆瓦讷的邮政编码为56780，INSEE市镇编码为56087。

## 政治
伊勒欧穆瓦讷所属的省级选区为瓦讷第二县。

## 人口

1962-2008年间伊勒欧穆瓦讷人口变化图示

伊勒欧穆瓦讷于2022年1月1日时的人口数量为632人。